# Shakshuka

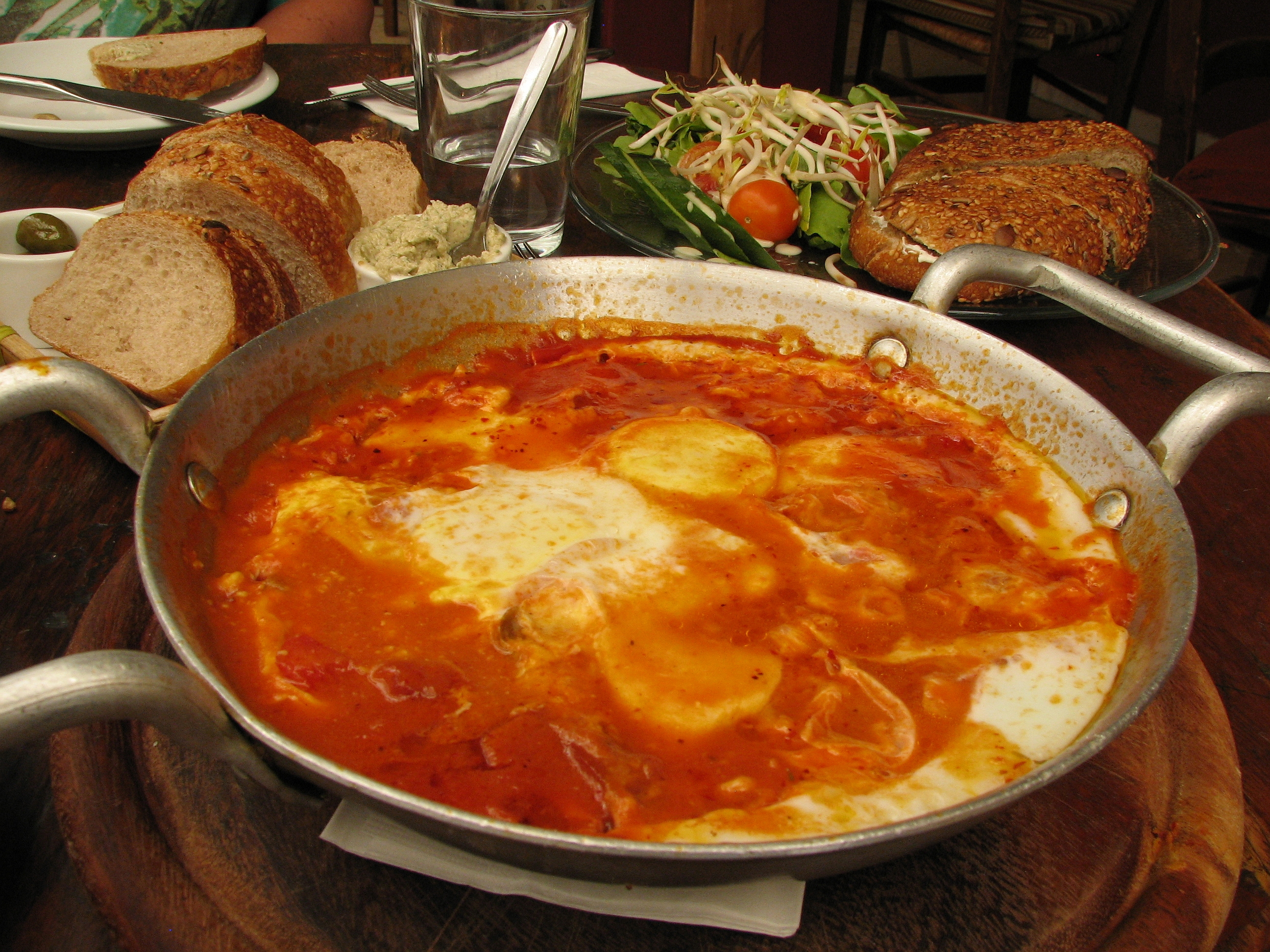
Șakșuka

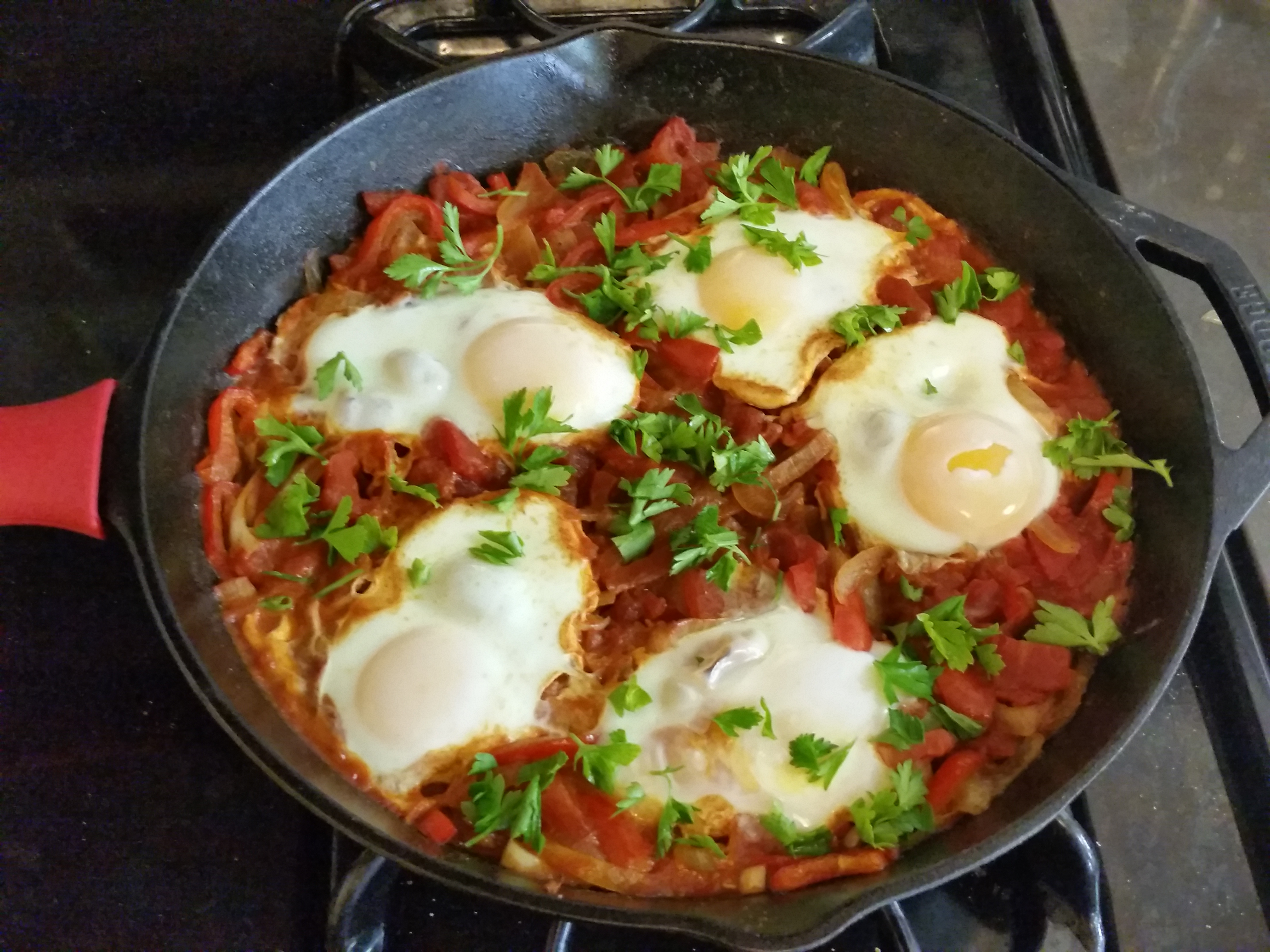
Șakșuka

Șakșuka (sau Șakșoka; arabă: شكشوكة=Šakšūka) este o specialitate a bucătăriei nord-africane și a celei Levantine și este preparată din ouă într-un sos de roșii, ardei iute și ceapă. Șakșuka este un mic dejun foarte popular în primul rând în Israel, unde probabil a fost introdus cândva de 
schimbul de cultura din timpul Imperiului  Islamic  de oamenii veniti in Levant maghrebieni și este considerat între timp mâncare tradițională.

## Origine
Șakșuka, care a ajuns între timp în Israel mâncare națională și se mănâncă în primul rând la micul dejun, provine probabil din zona Africii de Nord, precum Tunisia, Algeria și Egipt. Acesta a fost, probabil, introdusă în Israel de evrei din Tunisia și din alte zone din Africa de Nord. O origine clară nu s-a putut până acum atribui.
În alte țări, cum ar fi Turcia, unde se numește Șakșuka, nu se folosesc ouă, ci vinete, dovlecei, cartofi  și iaurt. În Spania este răspândită varianta Pisto, care este preparată ca ratatouille și este servită de cele mai multe ori cu ochiuri. În Algeria este altă variantă. Acest fel de mâncare se servește fără ou, dar cu griș, carne de miel, vinete și dovlecei.

## Mod de preparare

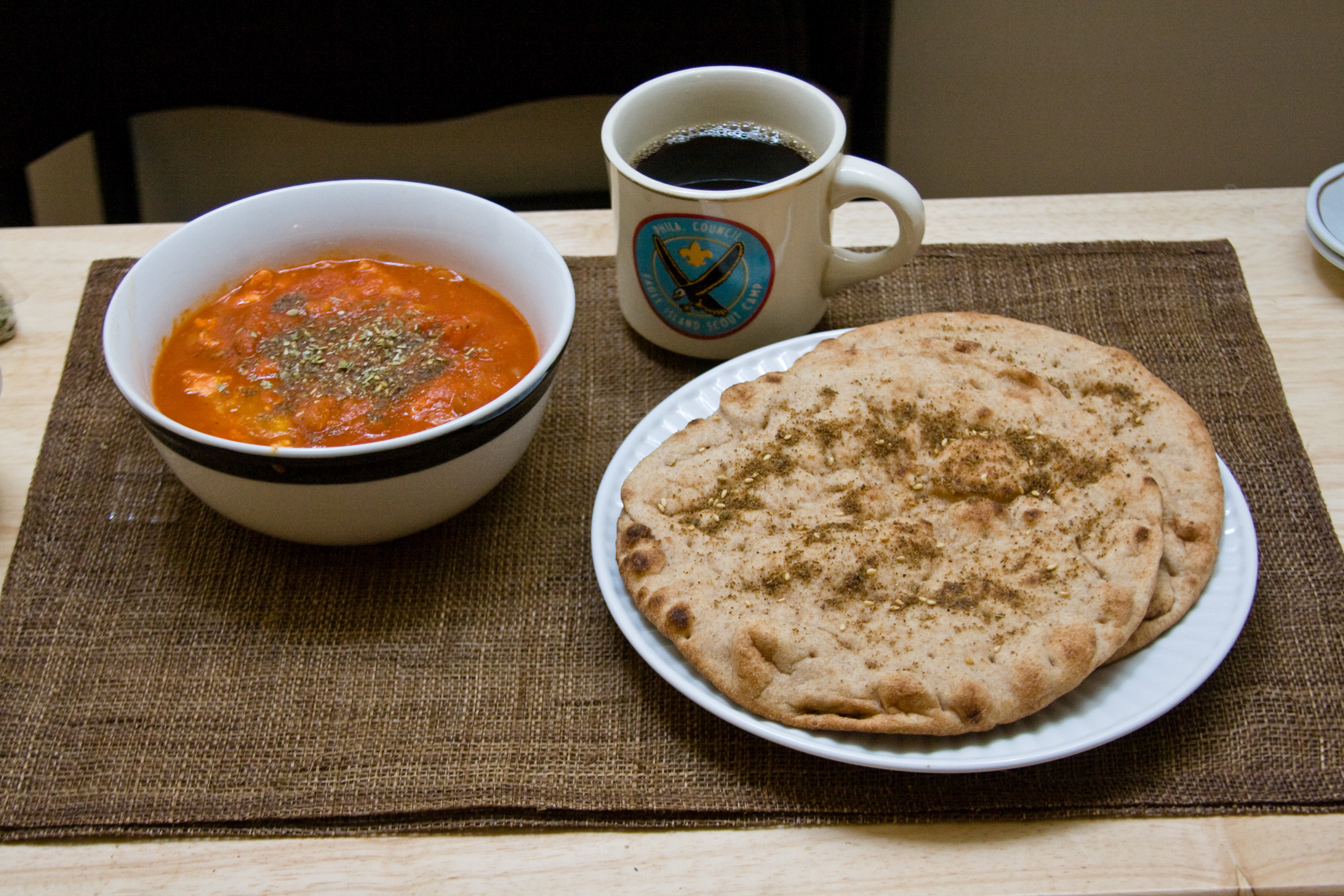
Șakșuka cu Pita

Șakșuka se prepară în mod tradițional cu ouă, pastă de roșii, ardei iute și ceapă. Dar sunt cunoscute și variante cu ardei, feta, vinete și spanac.
Ceapa tăiată în felii subțiri și chili sau, opțional, ardei, se fierbe înăbușit într-o tigaie în ulei de măsline foarte fierbinte. Ulterior, se adaugă roșiile, pasta de roșii si condimentele, cum ar fi usturoi, chimen și piper. Se fierb timp de 10 minute. Când amestecul este gata, se adaugă cu atenție ouăle, care se gătesc aproximativ 4 până la 5 minute. Tigaia se acoperă cu un capac. Gălbenușul trebuie sa fie moale. Înainte de servire se adaugă deasupra pătrunjel sau alte plante aromatice.
Este servit adesea cu pâine albă sau pita. Se servește și la masa de seară.